# برعمة متغذية بالضوء
برعمة متغذية بالضوء (الاسم العلمي:Gemmatimonas phototrophica) هي نوع من البكتيريا تتبع جنس البرعمة من فصيلة البرعمات.